# Edmond Leysen
Edmond Jan Coleta Leysen (Vorselaar, 19 juni 1888 - Lier, 11 maart 1967) was een Belgisch auteur, onderwijzer, bibliothecaris en politicus voor het Katholiek Verbond van België en vervolgens de CVP.

## Levensloop
Leysen bekwam het diploma van onderwijzer na zijn studies aan de normaalscholen van Malonne en Sint-Truiden en aan de tuinbouwschool in Vilvoorde. Hij werd achtereenvolgens leraar in Borchtlombeek (1907-1908), land- en tuinbouwleraar 1920, bibliothecaris in Houtvenne (1922-1949) en schoolbestuurder.
In 1939 werd hij verkozen tot katholiek senator voor het kiesarrondissement Mechelen-Turnhout en vervulde dit mandaat tot in 1965. Later werd hij tevens verkozen tot gemeenteraadslid en schepen van Houtvenne (1952-1958).
Hij was voorzitter van de Vlaamse Bijentelersbond, de Belgische Syndikale Kamer van Bijenteelt en de Gezinsbond. Postuum werd hij erevoorzitter van de Vlaamse Imkersbond.
Hij was gedecoreerd met het kruis der weggevoerden 1914-1918. Tevens was hij ridder en officier in de Orde van Leopold II (1954).